# Isola di Warren
L'isola di Warren (Warren Island) fa parte dell'arcipelago Alexander, nell'Alaska sud-orientale (Stati Uniti d'America). Amministrativamente appartiene alla Census Area di Prince of Wales-Hyder dell'Unorganized Borough. L'isola si trova all'interno della Tongass National Forest.

## Storia
L'isola venne scoperta l'11 settembre 1793 da Joseph Whidbey e fu chiamata "Warren's Island" dal capitano George Vancouver (1757 - 1798), ufficiale della Royal Navy,  in onore di Sir John Borlase Warren (1753 - 1822) ammiraglio, diplomatico e politico della Royal Navy Britannica .

## Descrizione
L'isola è disabitata. L'abitato più vicino è la comunità di Edna Bay (sull'isola di Kosciusko) a circa 13 km. L'isola ospita la riserva "Warren Island Wilderness", un'area  selvaggia di 45 chilometri quadrati accessibile solamente in barca o in idrovolante. Non ci sono strutture sviluppate e piste battute sull'isola. Il campeggio nella natura selvaggia è illimitato e la pesca e la caccia sono consentite.

## Geografia
L'isola si trova tra l'isola di Coronation (Coronation Island) a ovest e l'isola di Kosciusko (Kosciusko Island) a est. Inoltre è circondata dalle seguenti masse d'acqua: lo stretto di Sumner (Sumner Strait) a nord-ovest, il canale di Warren (Warren Channel) a nord-est e la baia di Iphigenia (Iphigenia Bay) a sud.

### Masse d'acqua
Intorno all'isola sono presenti le seguenti masse d'acqua (tutte posizionate sul canale di Warren):
- Baia di False (False Cove)[7] 55°53′55″N 133°51′01″W - La baia è ampia 1,1 chilometri.
- Baia di Warren (Warren Cove)[8] 55°52′41″N 133°51′18″W.

### Promontori
Sull'isola sono presenti alcuni promontori (tutti sulla baia di Iphigenia):
- Promontorio di Boot (Boot Point)[9] 55°50′57″N 133°54′05″W - Il promontorio, con una elevazione di 68 metri, si trova al sud dell'isola.
- Promontorio di Borlase (Point Borlase)[10] 55°55′05″N 133°56′21″W - Il promontorio, con una elevazione di 38 metri, si trova al nord dell'isola.

### Monti
Elenco dei monti presenti nell'isola:
- Picco di Warren (Warren Peak)[11] 55°54′50″N 133°53′21″W - Il monte (il più alto dell'isola), con una elevazione di 667 metri, si trova nel nord dell'isola.
- Picco di Bald (Bald Peak)[12] 55°52′21″N 133°54′03″W - Il monte, con una elevazione di 586 metri, si trova nel sud dell'isola.